# Lindsay McPhail
Matthew Lindsay McPhail, Jr. (* 9. November 1895 in Park Ridge, Illinois; † 3. März 1965 in Tupper Lake, Franklin County, New York) war ein US-amerikanischer Songwriter und Musiker (Piano) des Ragtime und frühen Jazz.

## Leben
McPhail, dessen Vater Matthew Lindsay McPhail (1854–1931) aus Schottland stammte und als Chorleiter und Komponist von Hymnen tätig war, begann seine Karriere Mitte der 1910er-Jahre; 1917 erhielt er eine Auszeichnung bei einem Musikwettbewerb. 1921 spielte er in New York City die beiden Piano-Solo-Nummern „Kitten on the Keys“ und „San“ für die Plattenlabel Pathé und Olympic ein. „San“ wurde McPhails bekannteste Komposition und wurde in den frühen 1920er-Jahren auch von den Mound City Blue Blowers, Ben Selvin, Original Louisiana Five, The Georgia Melodians, von Husk O’Hare, Ted Lewis, Alex Hyde und Julian Fuhs gecovert, in späteren Jahren auch von Johnny Dodds, Abe Lyman, Jimmie Noone, Gene Kardos, Kid Ory, George Lewis, Papa Celestin, Turk Murphy, Don Redman, Art Hodes, Rex Stewart und zahlreichen europäischen und amerikanischen Dixieland-Bands.
In den frühen 1920er-Jahren entstand in Quintettbesetzung (McPhail’s Jazz Orchestra Of Chicago) auch der Titel „Zowie!“. 1923 spielte er in Chicago bei Jack Chapman and His Drake Hotel Orchestra, mit dem er für Victor Records die Nummer „Tie Me to Your Apron Strings Again“ aufnahm.
Lindsay McPhail schrieb neben „San“ Titel wie „Some Little Bird“ (beide wurden in dieser Zeit vom Paul Whiteman Orchestra aufgenommen), außerdem „Some Stuff“ „Cheerio“ (1923), „Radio Jazz“ (1924, beide mit dem Liedtexter Jack Nelson), „Foolish Child“ (mit Nelson und Roy Bargy), „The Swing Waltz (Don’t Let It Throw You)“ (mit Ed East), „Amelia Earhart’s Last Flight“ (mit Dave McEnery) sowie die Weihnachtslieder „Who? Santa Claus!“ (1937, mit W. Clark Harrington), „I Want a Dog for Christmas“ und „Santa Claus Is Mad at Me“ (beide mit Walt(er) Michaels).